# Sokkate
Sokkate (29 de marco de 1001 - 16 de dezembro de 1044) foi um dos reis da dinastia de Pagã da Birmânia, reinando de 1038 a 1044. O rei perdeu a vida em um único combate com Anawrahta, que o sucedeu e viria a fundar o Império de Pagã. De acordo com as crônicas, Sokkate era filho do rei Nyaung-u Sawrahan cujo reinado foi usurpado pelo rei Kunhsaw Kyaunghpyu. Kunhsaw casau com três das principais rainhas de Nyuang-u, duas dos quais estavam grávidas e, posteriormente, deram origem a Kyiso e Sokkate. Sokkate e Kyiso foram criados por Kunhsaw como seus próprios filhos. Quando os dois filhos chegaram masculinidade, eles forçaram Kunhsaw a abdicar do trono e se tornar um monge. Em 1044, Anawrahta reuniu uns partidários nas proximidades do monte Popa, e desafiou Sokkate para um combate. (Segundo a lenda, o motivo de sua revolta foi que Sokkate tinha forçosamente se casado com sua mãe Myauk Pyinthe.) Em um único combate, matou Sokkate em Myinkaba perto de Pagã, e tomou o trono.